# Гіпотеза Хадвігера
Гіпотеза Хадвігера — одна з нерозв'язаних гіпотез теорії графів . Вона формулюється так: будь-який k-хроматичний граф стягується до повного графу на {\displaystyle k} вершинах.

## Інші формулювання

У графі, пофарбованому в 4 кольори, відзначені 4 підграфи, між будь-якими двома з них є ребро

Гіпотезу Хадвігера можна сформулювати інакше: у кожному {\displaystyle k}-хроматичному графі обов'язково існує {\displaystyle k} зв'язних підграфів, які не перетинаються і між будь-якими двома з них є ребро.
Якщо ввести для графу число Хадвігера {\displaystyle h(G)} — максимальне {\displaystyle k} таке, що {\displaystyle G} стягується до повного графу на {\displaystyle k} вершинах, то гіпотеза формулюється у вигляді нерівності {\displaystyle \chi (G)\leqslant h(G)}, де {\displaystyle \chi (G)} — хроматичне число графу.